# Ispettorato per gli istituti di istruzione
L'Ispettorato per gli Istituti di Istruzione è l'articolazione della Guardia di Finanza da cui dipende il reclutamento, la formazione ed la specializzazione del personale appartenente al Corpo.

## Articolazione
L'attività formativa si sviluppa nei vari reparti di istruzione del Corpo a seconda del livello professionale da formare:

### Accademia
Rivolta agli Ufficiali, si trova a Bergamo. Il percorso didattico culmina con il conseguimento della Laurea specialistica in "Scienze della Sicurezza Economico-Finanziaria" e, a partire dall'anno accademico 2014/2015, con quella a ciclo unico in Giurisprudenza;

### Scuola ispettori e sovrintendenti
Si trova a Coppito, una frazione di L'Aquila. È rivolta ai futuri Ispettori reclutati con il concorso pubblico che frequentano un corso triennale, al termine del quale sono nominati Marescialli in servizio permanente e laureati in operatore giuridico d'impresa. I soli Marescialli del contingente di mare, al termine del triennio di formazione, frequentano, presso la Scuola Nautica di Gaeta (LT), un corso di specializzazione in discipline nautiche. 
Gli Ispettori reclutati con procedura interna frequentano un corso di durata non inferiore a sei mesi. Anche in questo caso, i soli Marescialli del contingente mare, al termine del periodo di formazione, sono avviati alla fase di specializzazione presso la Scuola Nautica di Gaeta.
Per i Sovrintendenti è previsto un corso di formazione professionale, di durata non inferiore a un mese, erogabile anche con modalità telematiche, al termine del quale gli allievi dichiarati idonei conseguono la nomina a vicebrigadiere.

### Legione Allievi
Con sede a Bari cura la formazione degli allievi finanzieri.
I corsi di formazione di base hanno una durata di circa 10 mesi, distinti in 2 cicli addestrativi, il primo della durata di 6 mesi, al termine del quale gli allievi conseguono le Fiamme Gialle e le conseguenti qualifiche di Agenti di Polizia Giudiziaria, Tributaria e di Pubblica sicurezza, il secondo, di durata variabile, 4 mesi per i Finanzieri Allievi del Contingente Ordinario e 2 mesi per il Contingente Mare. Al termine della formazione di base, i Finanzieri vengono avviati ai Reparti operativi del Corpo ovvero agli Istituti d’istruzione dipendenti dalla Legione Allievi, per la frequenza del periodo di specializzazione in:
- Tecnico di Soccorso Alpino (S.A.G.F.) presso la Scuola Alpina,
- i vari corsi di specializzazione navale presso la Scuola Nautica,
- i corsi di anti-terrorismo e pronto impiego (ATPI) presso la Scuola Addestramento di Specializzazione di Orvieto.

Da essa dipendono:
- la Scuola allievi finanzieri di Bari,
- la Scuola Nautica di Gaeta,
- la Scuola alpina di Predazzo,
- la Scuola ATPI di Orvieto.

### Scuola di Polizia Economica Finanziaria
Con sede a Roma, è una scuola di specializzazione per appartenenti alla Guardia di Finanza, agli enti pubblici italiani ed agli enti di paesi esteri. Ha
- un Corso Superiore di Polizia Economico-Finanziaria di durata biennale per un ristretto gruppo di Ufficiali Superiori;
- i Corsi Nazionali, per la specializzazioni degli appartenenti al Corpo;
- i Corsi Internazionali, in collaborazione con enti e autorità di altri paesi o organizzazioni internazionali.

### Centro Sportivo
Con sede a Roma (Castel Porziano) per la il reclutamento del personale e l'addestramento degli atleti delle Fiamme Gialle. A seconda delle discipline ha strutture addestrative nel Lazio e nel Trentino e più precisamente:
- Centro sportivo di Castel Porziano,
- Caserma "Salvatore Spiridigliozzi" di Sabaudia,
- Centro sportivo di Gaeta,
- Scuola alpina di Predazzo.

### Reparto Tecnico Logistico– Amministrativo per gli Istituti di Istruzione
Ha sede a Lido di Ostia (Roma) e competenze trasversali per tutti gli Istituti di Istruzione.